# Nariman Alijew

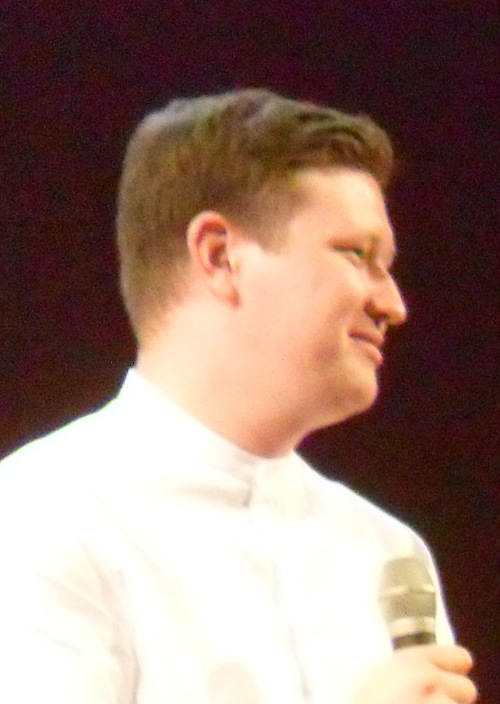
Nariman Alijew

Nariman Ridwanowytsch Alijew (ukrainisch Наріман Рідьванович Алієв, krimtatarisch Nariman Rıdvan oğlu Aliyev; * 15. Dezember 1992 in Petriwka, Autonome Republik Krim) ist ein ukrainischer Regisseur und Drehbuchautor.

## Biografie
Aliew wurde im Dorf Petriwka geboren. Er studierte Film- und Fernsehregie am Institut für Bildschirmkünste der Nationalen Universität für Theater, Film und Fernsehen in Kiew, wo er 2013 seinen Bachelor-Abschluss erlangte. Ein Jahr später, erhielt er dort seinen Master-Abschluss in Fernsehregie. Seit 2017 ist Aliev Mitglied der Ukrainischen Filmakademie, sowie seit 2019 Mitglied in die Europäische Filmakademie.
Sein Spielfilmdebüt gab er 2019 mit Evge. Im selben Jahr wurde Aliew mit dem Nationalen Filmpreis "Kinokolo" als bester Regisseur und für den besten Film ausgezeichnet. Außerdem erhielt er 2020  den Titel "Verdienter Künstler der Ukraine".

## Filmografie
- 2013: Tan Atqanda Qaytmaq
- 2013: Dima
- 2014: Seni Sevem
- 2014: Qara
- 2014: Son
- 2016: Sensiz
- 2019: Evge